# زوفيا بوسميسز
زوفيا بوسميسز (23 أغسطس 1923 - 8 أغسطس 2022)، هي صحفية وروائية بولندية. مقاتلة مقاومة بولندية في حقبة الحرب العالمية الثانية، نجت من معسكر أوشفيتس. عادت إلى بولندا بعد الحرب، وعملت كصحفية، بما في ذلك في الإذاعة البولندية، وكتبت عدة روايات.
أشهر أعمالها كان بعنوان “المسافر”، وهي رواية كتبتها لأول مرة كمسرحية إذاعية بعنوان “الراكب في المقصورة 45”. والتي تُرجمت لاحقًا إلى 15 لغة، يحكي الكتاب قصة إحدى الناجيات من معتقل أوشفيتز والتي قابلت حارسها السابق في معسكر الاعتقال في رحلة على متن سفينة، تحولت الرواية لفيلم روائي طويل حائز على جوائز.

## وفاتها
توفيت يوم الاثنين 8 أغسطس 2022 في مأوى في أوشفيتشيم، البلدة الجنوبية البولندية التي كان يوجد فيها أوشفيتز أثناء احتلال ألمانيا النازية لبولندا في زمن الحرب. كانت ستبلغ من العمر 99 عامًا في غضون أسبوعين.

## الجوائز
- 1964 - فارس من وسام بولونيا ريستيتوتا [5]
- 1970 - ضابط وسام بولونيا ريستيتوتا [5]
- 1976- جائزة لجنة الإذاعة والتلفزيون البولندية للإنجازات البارزة في مجال الدراما الإذاعية [5]
- 2007 ـ جائزة ويتولد هوليفيتش [5]
- 2008 - جائزة وزير الثقافة البولندي للإنجازات البارزة في مجال التراث الثقافي [5]
- 2012 - وسام الاستحقاق من جمهورية ألمانيا الاتحادية [6]
- 2015 - جائزة DIALOG من Deutsch-Polnische Gesellschaft Bundesverband [7]
- 2020 - وسام النسر الأبيض (بولندا) [8] [9]

## وصلات خارجية
زوفيا بوسميسز على موقع IMDb (الإنجليزية)
- زوفيا بوسميسز على موقع قاعدة بيانات الفيلم (الإنجليزية)